# Ludwig von Holzgethan
Ludwig svobodný pán von Holzgethan (1. října 1810 Vídeň – 11. června 1876 Vídeň), byl rakousko-uherský, respektive předlitavský státní úředník a politik, v letech 1864–1865 ministrem financí Rakouského císařství, v období let 1870–1872 ministr financí Předlitavska, od roku 1872 do roku 1876 ministr financí Rakouska-Uherska. V roce 1871 krátce i předseda vlády Předlitavska (vláda Ludwiga von Holzgethana).

## Biografie
Vystudoval právo na Vídeňské univerzitě. Roku 1833 získal titul doktora práv. V roce 1831 vstoupil do státních služeb ve finanční správě. V roce 1850 byl vyslán jako finanční rada do Verony. V roce 1852 byl jmenován ministerským radou a finančním prefektem v Benátkách. Roku 1856 povýšen do šlechtického stavu. V roce 1859 vedl finanční správu Království lombardsko-benátského (tehdy zčásti ještě pod rakouskou vládou). V roce 1860 byl zmiňován mezi kandidáty na post ministra financí Rakouského císařství.
Nakonec se členem vlády nestal, ale o několik let později na ministerský post přece jen usedl. Ve vládě Rainera Ferdinanda Habsbursko-Lotrinského se 5. června 1864 stal ministrem financí Rakouského císařství coby provizorní správce rezortu poté, co rezignoval dosavadní ministr Ignaz von Plener. Ministrem zůstal do 27. července 1865. V roce 1865 byl jmenován doživotním členem Panské sněmovny.
Po rakousko-uherském vyrovnání se objevil 5. května 1870 jako člen vlády Alfreda von Potockého na pozici ministra financí Předlitavska, zpočátku jako provizorní správce rezortu, od 28. června 1870 jako řádně jmenovaný ministr (podle jiného zdroje jmenován nejprve ministrem bez portfeje a řádným ministrem financí se stal 30. června 1870). Portfolio si udržel i v následujících kabinetech (vláda Karla von Hohenwarta, vláda Ludwiga von Holzgethana) a jako provizorní správce rezortu i zčásti ve vládě Adolfa von Auersperga. Ministrem financí byl do 15. ledna 1872.
Vrchol jeho politické dráhy nastal v roce 1871, kdy po konci vlády Karla von Hohenwarta nastoupil sám na post předsedy vlády Předlitavska (vláda Ludwiga von Holzgethana. Ta měla jen krátké trvání (od 27. října 1871 do 22. listopadu 1871 a sestávala převážně z úřednických ministrů. Do jejího působení spadají ostré debaty na politické scéně ohledně takzvaných Fundamentálních článků, tedy souboru státoprávních a správních reforem, které dojednala předchozí Hohenwartova vláda a které měly posílit postavení českých zemí. Holzgethan o výsledcích jednání seznámil v srpnu 1871 vládu a sám se vyjádřil proti přijetí Fundamentálních článků. Jeho postoj pak předznamenal silnou opozici zejména z řad německých centralistických liberálů ale i uherských politiků. Fundamentální články pak nebyly implementovány.
Poté, co skončil na postu předsedy vlády a roku 1872 i na pozici předlitavského ministra financí, stal se společným ministrem financí Rakouska-Uherska. Tuto funkci držel od 15. ledna 1872 do 11. června 1876.